# Anton von Tubeuf
Simon Anton Victor Friedrich Hermann Guido Freiherr von Tubeuf (* 28. Juni 1870 in Amorbach; † 22. Juli 1950 in Bad Aibling) war ein bayerischer Oberstleutnant und Ritter des Militär-Max-Joseph-Ordens.

## Leben

### Herkunft
Er war der jüngste Sohn des fürstlich leiningischen Domänendirektors Anton Freiherr von Tubeuf (1802–1870) und dessen Ehefrau Luise, geborene von Ploennies (1839–1915), die 1860 in Beerfelden geheiratet hatten. Seine Brüder waren Carl (1862–1941) und Ernst (1864–1941). Zum Schuljahr 1879/80 trat er ins Münchner Maximiliansgymnasium ein und legte dort 1889 das Abitur ab.

### Militärkarriere
Nach dem Abitur trat Tubeuf im August 1889 als Dreijährig-Freiwilliger in das 16. Infanterie-Regiment der Bayerischen Armee ein und wurde am 6. März 1890 Portepéefähnrich. Von 1896 bis 1897 diente er als Regimentsadjutant und wurde im September 1899 zum Oberleutnant befördert. 1902 wurde er zum 23. Infanterie-Regiment „König Ferdinand der Bulgaren“ versetzt, wo er im Oktober 1906 zum Hauptmann und am 25. August 1913 zum Major aufstieg.
Als Bataillonskommandeur im 22. Infanterie-Regiment kam Tubeuf zu Beginn des Ersten Weltkriegs am 7. September 1914 an die Front. Als Nachfolger von Oberstleutnant Emil Spatny befehligte er vom 23. April 1917 bis zum 26. Juli 1918 das Reserve-Infanterie-Regiment 16. Nach dem Journalisten Egon Fein soll Tubeuf noch bis zum 6. August in der Stellung ausgeharrt haben, bis er wegen eines Magenleidens ins Lazarett eingeliefert wurde. Er wurde für seine Leistungen am 1. Juni 1918 mit dem Ritterkreuz des Militär-Max-Joseph-Ordens ausgezeichnet. Nachdem er im August oder Dezember 1919 als Oberstleutnant vom Militärdienst verabschiedet war, verbrachte er seinen Ruhestand in Bad Aibling.
Verheiratet war Anton von Tubeuf mit Else Rummel (1878–1959). Sohn Guido (1899–1918), bis 1917 Schüler des Münchner Maximiliansgymnasiums, fiel im Ersten Weltkrieg in Frankreich als Fahnenjunker bei Canny-sur-Matz im Département Oise; Ein weiterer Sohn war Ernst (1901–1977).